# Isola di Gargalo
L'isola di Gargalo (in corso Gargali o Gargalu) è un'isola disabitata parte del comune di Osani e della Riserva naturale di Scandola.
La sua vetta è dominata da una torre genovese del 1610; sulla sua estremità ovest si erge un faro. A causa dei suoi fondali bassi, l'isolotto è sempre stato un pericolo per la navigazione.

## Flora e fauna
La flora, generalmente poco sviluppata sulle isole corse a causa dei forti venti, qui è più rigogliosa grazie alla moderata altezza del luogo, che la ripara dalle raffiche; sono quindi presenti alberi e fiori.
La fauna è costituita principalmente dal topo comune e dalla lucertola di Bedriaga.

## Galleria d'immagini

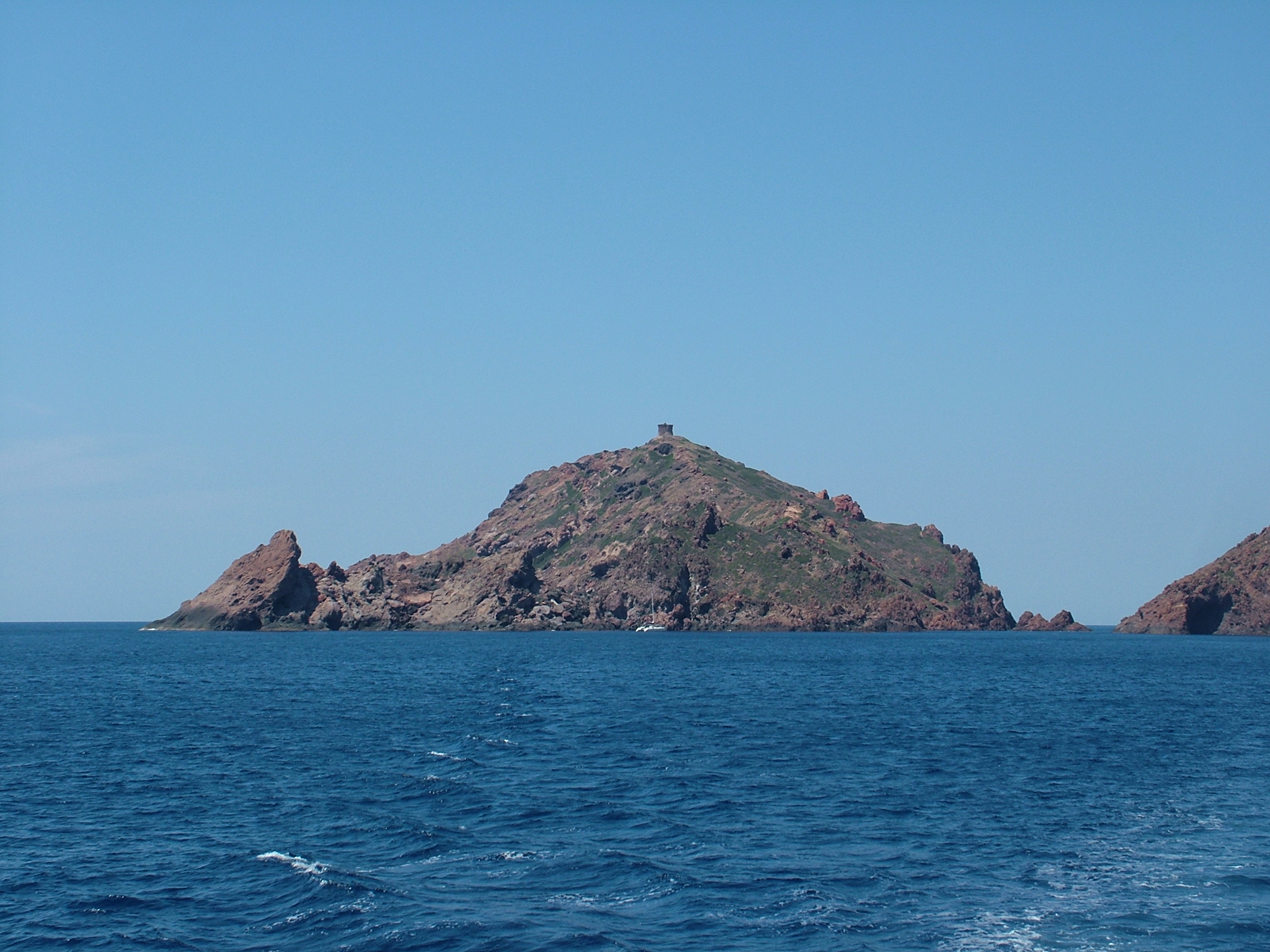
Vista sud
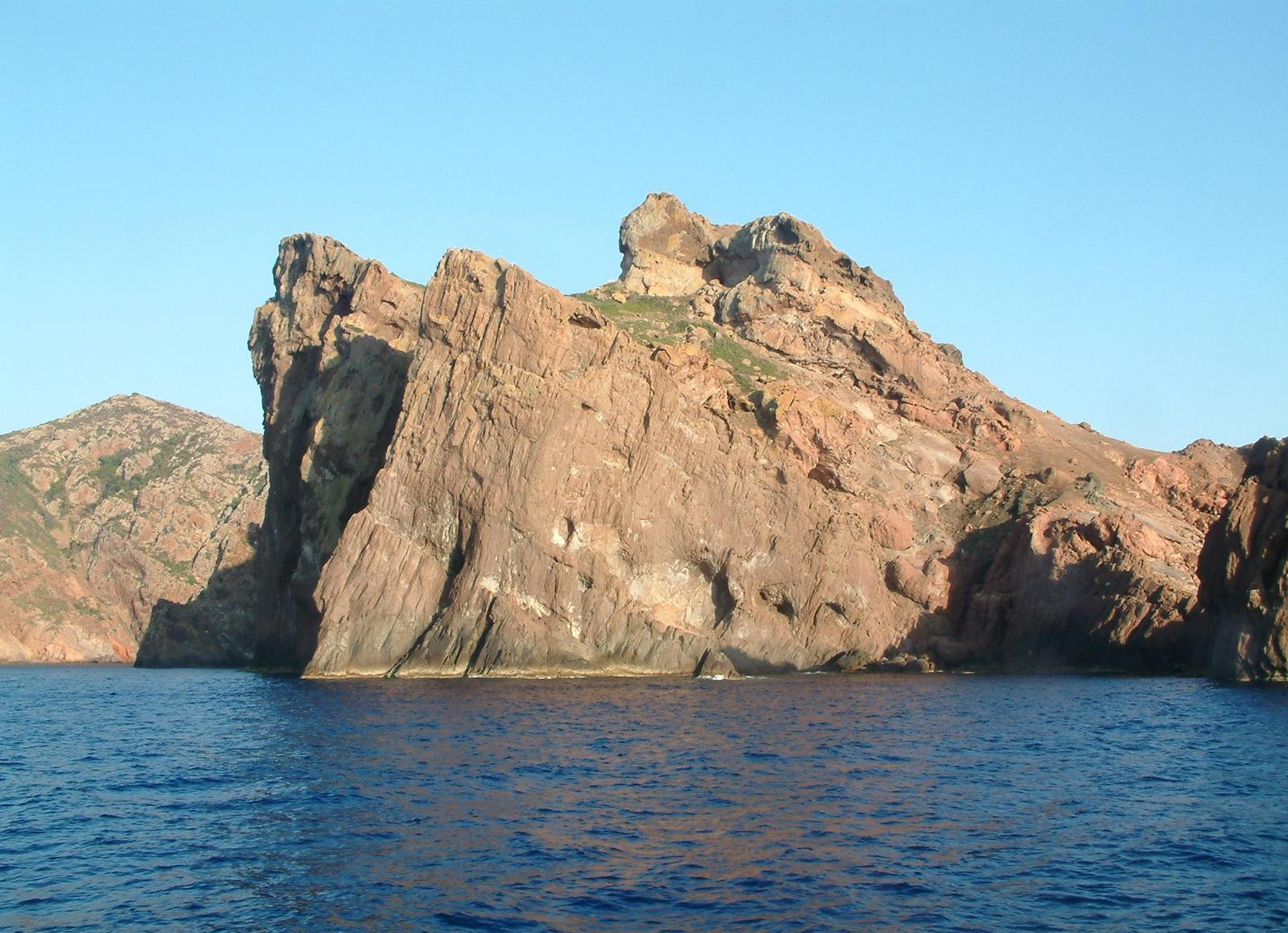
Vista nord